# Rhynchostegium fuegianum
Rhynchostegium fuegianum là một loài Rêu trong họ Brachytheciaceae. Loài này được (Cardot) Huttunen & Ignatov miêu tả khoa học đầu tiên.